# TV-JACK
TV-JACKは、朝日放送（ABCテレビ）で1983年6月から1985年10月まで関西ローカルのみで放送された深夜番組。

## 番組概要
当時、毎日放送で人気を博していた深夜番組「夜はクネクネ」に対抗して企画された若者向けのバラエティ番組。桂小枝や越前屋俵太など、当時まだ無名だったタレントらを一躍有名にした。（越前屋俵太は当時大学生で、アルバイトのADとして制作スタッフの業務や企画立案にも携わっていた）マンションのリビングルームをイメージしたセットのスタジオパートとVTRパートによって構成れており、出演者がVHSのビデオテープを持参し、それを見るという演出だった。

## 出演者
- 司会：島田紳助
- アシスタント：岡本香了（当時は かおり）

## 主なコーナー

### 美人数珠つなぎ
桂小枝が担当。水色の紋付き袴を着た小枝が美人を訪ね、訪ねた先の美人にまた別の美人を紹介してもらい、数珠繋ぎにするというもの。次の美人を紹介する際、必ず「芸能人で例えると誰か」と小枝が訊くのがお約束。後年、類似の企画が相次いだが、オリジナルは本番組である。

### おおきなお世話
越前屋俵太が担当。街中で俵太が遊びや悪戯を仕掛け、町ゆく人と共にそれを楽しむという企画。特に「通りすがりの人に突然シャンプーをする」という企画は本番組の名物として語られている。

### 田舎もんぶわんざい
村上ショージが担当。地方出身者が、地元にいる親や友人、恋人などへ向けてメッセージを送るという心温まる企画。

### 乳を訪ねて三千里
| スタブアイコン | サブスタブ | この項目は、まだ閲覧者の調べものの参照としては役立たない、テレビ番組に関連した書きかけの項目です。この項目を加筆・訂正などしてくださる協力者を求めています（P:テレビ/PJ:放送または配信の番組）。 |